# RDF Media
RDF Media (también conocido por su nombre legal Radiodifusión S.A., anteriormente conocido como 13 Radios) es un conglomerado radiofónico chileno perteneciente a Canal 13, filial participada por el holding chileno Grupo Luksic.

## Historia
En 2005 la Pontificia Universidad Católica de Chile, a través de su filial Canal 13, recibe por parte del Arzobispado de Santiago el 100% de Compañía Radio Chilena S.A., propietaria de Radio Chilena, emisora que difundía su señal a través de los 100.9 MHz y los 660 kHz de Santiago.
En 2006, Canal 13 decide terminar con Radio Chilena por sus altos costos operativos, y remplazarla por una emisora que fuese una alternativa comercial que no provocara pérdidas y que dejara de lado a artistas pop hispanoamericanos saturados con la intención de programar música de estilo Pop rock anglo y latinoamericana de los años 1980, 1990 y 2000. Así nace Play FM en el 100.9 FM, orientada principalmente a mujeres ABC1 y C2 entre los 25 y 40 años.[cita requerida]
En 2009, Canal 13 adquiere X FM del Grupo Molfino (El Conquistador FM), emisora ubicaba en la frecuencia 105.7 FM y la convierte en Sonar FM, emisora orientada al rock en general para hombres ABC1, C2 y C3 entre los 15 y 45 años,[cita requerida] con una fusión de contenidos provenientes de las radios Rock & Pop (en ese entonces) y Futuro, competencias directas de Sonar FM.
En 2010, la Pontificia Universidad Católica de Chile vende un 67% de la matriz Canal 13 al Grupo Luksic, donde se incluye la propiedad de las emisoras Play FM y Sonar FM, los canales 13C y 13HD además de los portales web 13.cl y wow.cl
En diciembre de 2011, se anuncia un contrato de promesa de compraventa o de transferencia de concesiones radiales de las radios Horizonte y Oasis por parte de Radiodifusión SpA. Para ello, se presenta el respectivo informe de compra a la Fiscalía Nacional Económica (FNE) el 7 de marzo de 2012. Sin embargo, en abril de ese mismo año, la compra fue catalogada como desfavorable por parte del ente regulador.
El 12 de abril de 2012, el Tribunal de Defensa de la Libre Competencia (TDLC) inició un procedimiento de consulta por la eventual compra. Finalmente, en septiembre de 2012 el TDLC aprobó la adquisición de Comunicaciones Horizonte Ltda. por parte de Radiodifusión SpA.
El 1 de marzo de 2013, una columna en el Diario Pulso da a conocer la decisión del Grupo Luksic de reestructurar las radios Horizonte y Oasis, despidiendo el personal de estas, dejar a Radio Horizonte con su actual modelo de música independiente aunque solo como una plataforma de radio en línea y reorientar la tendencia musical de Oasis FM a un público más joven. Además de que en los diales 103.3 FM de Santiago y 101.1 FM de Viña del Mar/Valparaíso ocupados por Horizonte, y los diales 89.5 FM de Concepción y 92.9 FM de Puerto Montt, que eran ocupados por Oasis, inicia sus transmisiones el 19 de marzo de 2013 la radio Top FM, dedicada a éxitos radiales pop para un público mixto C2 y C3 entre los 18 y 45 años.[cita requerida]
En diciembre de 2014, se anunció el cese de transmisiones de Top FM por falta de resultados. Los programas de lunes a sábado fueron cancelados la semana del 31 de diciembre, con los programas dominicales terminando semanas más tarde. En abril de 2015 fue definitivamente reemplazada por Tele13 Radio, radio informativa, en las frecuencias que ocupaba anteriormente Top FM.
Durante 2019 es lanzado el sitio Emisor podcasting, plataforma dedicada a programas en formato Podcasting.
En 2021, se oficializa el cambio de nombre del holding.
El 24 de octubre de 2022, se anuncia que Oasis será reemplazada por 13C Radio, nuevo medio que expandirá los contenidos que entrega el canal de cable del mismo nombre, iniciando transmisión el 1 de noviembre
El jueves 26 de octubre de 2023, Radio Horizonte anuncio a través de sus redes sociales su cierre de transmisión como radio en línea. A las 00:00 horas del viernes 27 de octubre, la radio finalizó sus transmisiones, su última canción emitida fue: Night Drive de Ministry Of Sound. Hasta el momento, RDF Media no ha emitido ningún comunicado respecto a su cierre.

## Emisoras

### Actuales
- Radio 13c
- Play FM
- Sonar FM
- Tele13 Radio
- Emisor Podcasting (Podcasting)

### Anteriores
- Top FM
- Oasis FM
- Radio Horizonte

## Frecuencias
| Región de Antofagasta - Antofagasta - 105.7 MHz Play FM Región de Coquimbo - La Serena/Coquimbo - 88.9 MHz Play FM | Región de Valparaíso - Valparaíso/Viña del Mar - 101.1 MHz Tele13 Radio - San Antonio - 99.1 MHz 13c Radio Región Metropolitana - Santiago - 100.9 MHz Play FM - 102.1 MHz 13c Radio - 103.3 MHz Tele13 Radio - 105.3 MHz Sonar FM Región del Bio-Bio - Concepción - 89.5 MHz Tele13 Radio | Región de la Araucanía - Villarrica/Pucón - 92.7 MHz 13c Radio Región de Magallanes y la Antártica Chilena - Punta Arenas - 102.5 MHz 13c Radio |

## Frecuencias anteriores
Tele13 Radio
- 105.7 MHz (Arica); hoy Radio Charanga Latina, no tiene relación con RDF Media.
- 106.1 MHz (Iquique); hoy Radio San Lorenzo, no tiene relación con RDF Media.
- 92.9 MHz (Puerto Montt); hoy Radio Supersol, no tiene relación con RDF Media.

Play FM
- 105.7 MHz (Arica); hoy Radio Charanga Latina, no tiene relación con RDF Media.
- 106.1 MHz (Iquique); antes Tele13 Radio, hoy Radio San Lorenzo, no tiene relación con RDF Media.
- 88.1 MHz (Calama); hoy Madero FM, no tiene relación con RDF Media.

Oasis FM
- 98.1 MHz (Valparaíso/Viña del Mar), hoy Radio Carnaval, no tiene relación con RDF Media.
- 99.1 MHz (San Antonio), Hoy 13c Radio.
- 89.5 MHz (Concepción/Talcahuano); hoy Tele13 Radio.
- 94.3 MHz (Temuco); hoy La Metro FM, no tiene relación con RDF Media.
- 92.7 MHz (Villarrica/Pucón), hoy 13c Radio.
- 100.3 MHz (Osorno); hoy Radio Supersol, no tiene relación con RDF Media.
- 92.9 MHz (Puerto Montt); hoy Radio Supersol, no tiene relación con RDF Media.
- 102.5 MHz (Punta Arenas); hoy 13c Radio.

Sonar FM
- 105.7 MHz (Santiago); disponible solo para radios comunitarias.

Radio Horizonte
- 103.7 MHz (Arica); hoy FM Okey, no tiene relación con RDF Media.
- 88.1 MHz (Iquique/Alto Hospicio); hoy FM Okey, no tiene relación con RDF Media.
- 102.5 MHz (Antofagasta); hoy Madero FM; no tiene relación con RDF Media.
- 102.1 MHz (La Serena/Coquimbo); hoy FM Okey, no tiene relación con RDF Media.
- 101.1 MHz (Viña del Mar/Valparaíso); hoy Tele13 Radio y 98.1 MHz; hoy Radio Carnaval, no tiene relación con RDF Media.
- 103.3 MHz (Santiago); hoy Tele13 Radio.
- 89.5 MHz (Concepción/Talcahuano); hoy Tele13 Radio.
- 94.3 MHz (Temuco); hoy La Metro FM, no tiene relación con RDF Media, antes 13c Radio.
- 92.7 MHz (Villarrica/Pucón); hoy 13c Radio.
- 100.3 MHz (Osorno); hoy Radio Supersol, no tiene relación con RDF Media, y anteriormente Oasis FM.
- 92.9 MHz (Puerto Montt); hoy Radio Supersol, no tiene relación con RDF Media..
- 102.5 MHz (Punta Arenas); hoy 13c Radio.

Top FM
- 105.7 MHz (Arica); hoy Radio Charanga Latina, no tiene relación con RDF Media.
- 106.1 MHz (Iquique); hoy Radio San Lorenzo, no tiene relación con RDF Media.
- 101.1 MHz (Valparaíso/Viña del Mar); hoy Tele13 Radio.
- 103.3 MHz (Santiago); hoy Tele13 Radio.
- 89.5 MHz (Concepción); hoy Tele13 Radio.
- 92.9 MHz (Puerto Montt); hoy Radio Supersol, no tiene relación con RDF Media.

13c Radio/Radio 13c
- 94.3 MHz (Temuco); hoy La Metro FM, no tiene relación con RDF Media.

Observaciones
- El 5 de julio de 2016, Oasis FM abandona la frecuencia 98.1 MHz del Gran Valparaíso, siendo reemplazada en primera instancia por una emisora musical de transición que solo indicaba la señal y el prefijo propiedad del dueño de la señal Julián García Reyes, y posteriormente vendida y reemplazada por Radio Carnaval, ambas sin relación con RDF Media.

- El 19 de enero de 2021, Oasis FM abandona la frecuencia 100.3 MHz de Osorno, siendo vendida y reemplazada por Radio Supersol, sin relación con RDF Media.

- El 10 de septiembre de 2021, Tele13 Radio abandona la frecuencia 106.1 MHz de Iquique, siendo vendida y reemplazada por Marca FM, luego Radio Hospiciana, actualmente Radio San Lorenzo, todas sin relación con RDF Media

- El 21 de enero de 2022, Tele13 Radio abandona la frecuencia 92.9 MHz de Puerto Montt, siendo vendida y reemplazada por Radio Supersol, sin relación con RDF Media.

- El 7 de febrero de 2023, 13c Radio abandona la frecuencia 94.3 MHz de Temuco, siendo vendida y reemplazada por Estación Araucanía y después por La Metro FM, ambas sin relación con RDF Media.

- El 23 de julio de 2023, Tele13 Radio abandona la frecuencia 105.7 MHz de Arica, siendo vendida y reemplazada por Radio Charanga Latina, sin relación con RDF Media.

## Señales sin emisión
- Top FM: fue una estación radial ubicada en el 103.3 FM desde el 19 de marzo de 2013, emitiendo mayormente éxitos latinos de los de los 80, 90 y 2000. Sus emisiones se detuvieron definitivamente en marzo del 2015 para ser reemplazada en el mismo dial, por la emisora de información continua propuesta por Cristián Bofill, Tele13 Radio. Funcionó como radio web hasta mayo de 2017.
- Oasis FM: fue una estación radial ubicada en el 102.1 FM desde el 10 de mayo de 1999, tras la adquisición de Radio Viña del Mar, antigua propietaria de la frecuencia, es adquirida por COPESA, dándole un sonido contemporáneo/ejecutivo de lo 80 y 90, desde el 1 de septiembre de 2000 es adquirida por el empresario radial Julián García Reyes, responsable de éxitos como Radio Concierto, Radio Futuro y en ese momento, propietario de Radio Horizonte en el 103.3 FM, dándole un toque clásico adulto a la emisora con canciones de los años 40, 50, 60 y 70, siendo líder en ese grupo etareo, hasta marzo de 2013 cuando es adquirida por el Grupo Luksic a través de 13 radios, aquí toma un estilo adulto contemporáneo con canciones anglo de los 80 y 90, hasta el 31 de octubre de 2022.